# Käthe Vordtriede

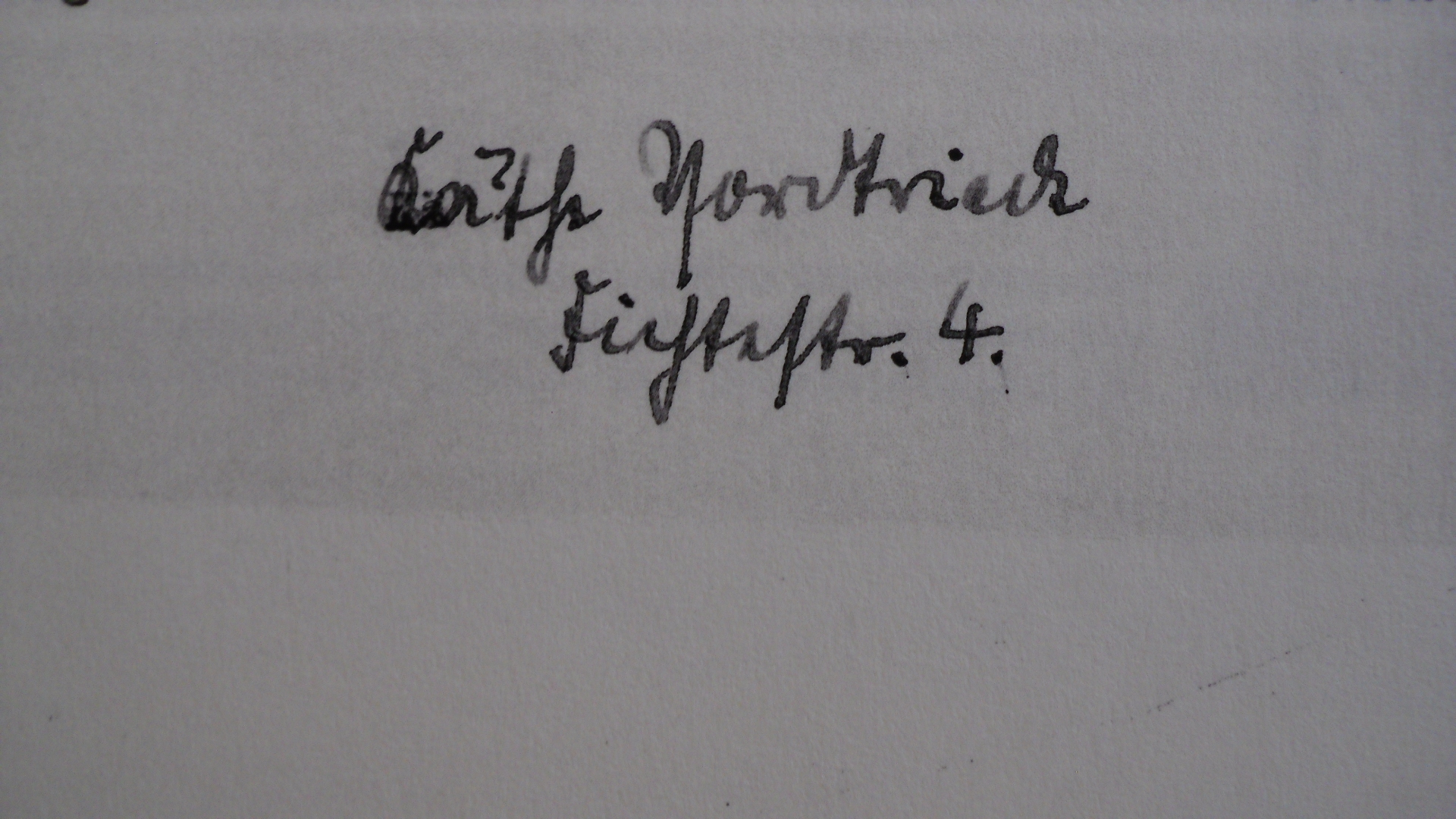
Handschrift 1931

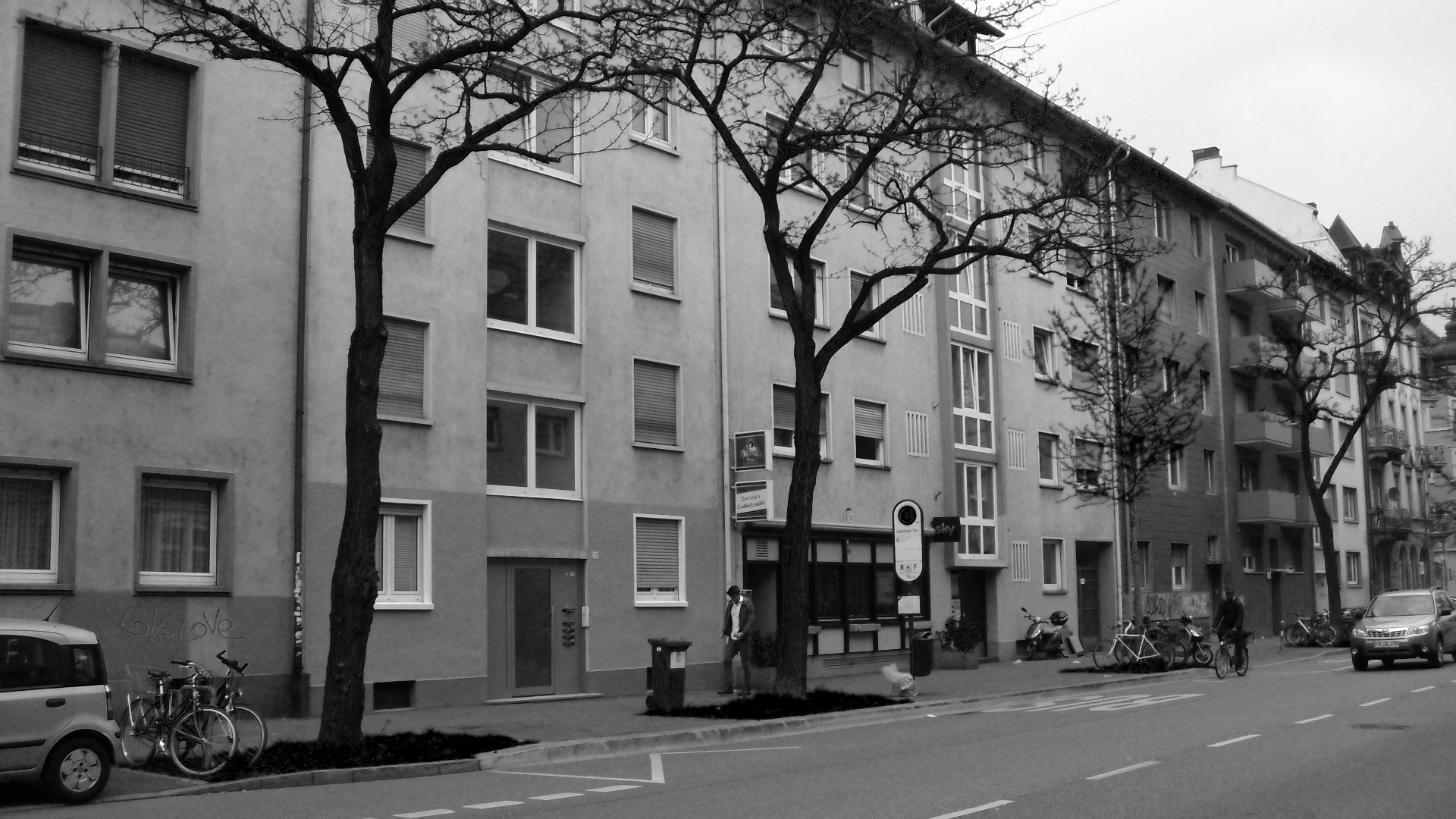
Refugium 1939

Käthe Vordtriede (* 2. Januar 1891 als Käthe Blumenthal in Hannover; ✡ 10. August 1964 in New York) war eine deutsche Journalistin, angehende Schriftstellerin und jüdische Emigrantin. Bekannt wurde sie postum durch die Veröffentlichung ihrer zeitkritischen Briefe.

## Leben
Käthe Vordtriedes Eltern waren der Kaufmann Bernhard Blumenthal (1849–1920) aus Hessisch Oldendorf und die Lehrerin Helene Blumenthal (1864–1892), geborene Samuel, aus Hannover. Das Paar heiratete 1885. Käthe wuchs in einem kulturell anregenden, assimilierten Elternhaus ohne Mutter auf, die ein Jahr nach ihrer Geburt mit nur 28 Jahren starb. Ihr Vater war Direktor einer holländischen Tabakplantage in Deli auf Sumatra. Dort wurden auch ihre Brüder Georg Blumenthal (1889–1931) und Erich Blumenthal (1897–1954) geboren. 1891 zog sie mit dem Vater nach Herford, der mit seinem in Sumatra verdienten Geld eine Bürstenfabrik übernahm. Dort erfolgte auch dessen Wiederheirat. Von 1897 bis 1906 besuchte Käthe die örtliche Höhere Mädchenschule, das heutige Königin-Mathilde-Gymnasium. 1907 bis 1909 folgte eine Ausbildung am Lehrerinnenseminar in Bielefeld, dem heutigen Gymnasium am Waldhof. Den Beruf als Lehrerin übte sie allerdings nie aus. 1908 verstarb auch ihre Stiefmutter Sidonie Blumenthal (1872–1908), geborene Simon, mit nur 35 Jahren.
1910 heiratete Käthe Blumenthal den Fabrikanten Gustav Adolf Vordtriede (1882–1929) in Herford, der dort die Schokoladenfabrik Schnabel & Vordtriede besaß. Er war ein Geschäftsfreund ihres Vaters. 1911 Übersiedlung nach Dortmund. Mit Beginn des Ersten Weltkrieges 1914 und dem obligatorischen Militärdienst ihres Ehemannes zog Vordtriede nach Bielefeld. 1916 verließ ihr Ehemann sie und Vordtriede war nun alleinerziehende Mutter der Kinder Fränze Vordtriede (1911–1997) und Werner Vordtriede (1915–1985). Vordtriede war früh Mitglied der Jugendbewegung Wandervogel und trat 1918 der SPD bei.
Im Jahr 1922 zog Vordtriede mit ihren Kindern zunächst nach Todtmoos im Schwarzwald und 1923 nach Freiburg im Breisgau. Hier war sie anfangs Sekretärin an der Albert-Ludwigs-Universität unter Prof. Paul Uhlenhuth und ab 1925 die erste weibliche Lokalredakteurin der SPD-Zeitung Volkswacht, einer von fünf Freiburger Tageszeitungen. Ihre Schwerpunkte waren Politik, Soziales und vor allem Kultur. Käthe Vordtriede gehörte zu den sehr wenigen Frauen im Journalismus der Weimarer Republik. Im Oktober kandidierte sie erfolglos, für den 2. Landtag der Republik Baden. Auf der Landesliste stand Vordtriede auf Platz 6. Das Mandat im Wahlkreis III Freiburg gewann Gewerkschaftssekretär Philipp Martzloff. 1926 zog sie in eine neue Eigenheimsiedlung des „Bauvereins Freiburg i. Br.“, im Stadtteil Haslach. Im gleichen Jahr schrieb sie ihren ersten Beitrag für die damals von Kurt Tucholsky herausgegebene Weltbühne. Die hohe Miete für das Haus und den Lebensunterhalt konnte sie nur durch laufende Kapitaleinkünfte aufbringen. Unter anderem erhielt sie nach dem Unfalltod ihres Ehemannes eine Versicherungsauszahlung von 20.000 Reichsmark. Die Lebenshaltungskosten und das Schulgeld für die Kinder konnte sie durch Nießbrauch an Immobilienbesitz ihres verstorbenen Vaters teilweise abdecken. Die Nachlassverwaltung übernahm ihr Bruder Dr. Erich Blumenthal, Rechtsanwalt in Bielefeld. Bei einer Bewerbung als Redakteurin für die Berliner SPD-Zeitschrift Frauenwelt unterlag sie 1927 der Politikerin Tony Sender. Diese half ihr später bei der Beschaffung eines Visums für die USA. 1930 bewarb sich Vordtriede ohne Erfolg als Leiterin bei der städtischen Volksbibliothek am Münsterplatz. Viele Jahre lang engagierte sie sich mit ihrer Tochter Fränze auch für die Arbeiterwohlfahrt. Unter anderem organisierte und leitete sie Freizeiten für Arbeiterkinder in St. Ottilien. Ferner führte Vordtriede in der Fichtestraße 4 ein offenes Haus für Freunde, Gäste, Nachbarn und Parteigenossen. 1931 starb ihr Bruder Georg, inzwischen angesehener Fabrikant von König & Böschke in Herford.
Nach der Machtübernahme der Nationalsozialisten 1933 erhielt sie aufgrund ihrer jüdischen Herkunft, die sie selbst nicht annahm und fühlte, Berufsverbot. Nach der gewaltsamen Zerstörung der „Verlagsdruckerei Volkswacht“ verlor sie ihre Anstellung, ebenso ihr damaliger Chefredakteur und Parteigenosse Reinhold Zumtobel. Sie wurde mehrfach im „Basler Hof“ (1933–1941 Sitz der Freiburger Gestapo) verhört und im August 1933 drei Wochen in „Schutzhaft“ genommen. Hinzu kamen Hausdurchsuchungen, Pfändung und Verschuldung. Ihr Leben fristete sie ab 1934 als Handlungsreisende für die Berliner Sunlicht-Seifenfabrik AG, die zu Unilever gehörte. Auch diese einfache Tätigkeit wurde ihr später verboten. Ende 1938 wurde ihr auch die Mitgliedschaft beim „Bauverein Freiburg“ gekündigt, ebenso wie weiteren jüdischen Mietern. Darunter befand sich auch der Wirtschaftswissenschaftler Robert Liefmann. Damit wurde gleichzeitig ihre Wohnberechtigung entzogen. Ihre beiden erwachsenen Kinder waren bereits 1933 und 1935 emigriert. Anfang 1939 bezog sie ein möbliertes Zimmer im Freiburger Stadtteil Stühlinger. Ihr Refugium wurde später beim Bombenangriff auf Freiburg am 27. November 1944 völlig zerstört. Die Nazis verfolgten sie weiter; sie musste Geld und persönliche Dinge abgeben oder bei ihrer Flucht zurücklassen.
Am 2. September 1939, einen Tag nach Beginn des Zweiten Weltkrieges, ermöglichte ihr ein couragierter Grenzschützer in Basel die Flucht in die Schweiz. Vordtriede lebte in Kreuzlingen, Frauenfeld und später in der Kartause Ittingen. Über zwei Jahre dauerte es bis zur Weiterreise in die USA. Unterstützung bei der Suche nach einer Unterkunft und den behördlichen Formalitäten erhielt sie durch Ernst Leisi, Rektor der Kantonsschule Frauenfeld. 1940 wurde sie vom Deutschen Reich ausgebürgert. Ende 1941 gelangte sie mit dem Dampfschiff „Excalibur“ der American Export Lines nach New York. Ab 1942 wohnte sie übergangsweise in Evanston (Illinois), wo ihr Sohn Werner studierte. Zurück in New York musste sie ihren Lebensunterhalt hart als Putzfrau, Fabrikarbeiterin und Haushälterin verdienen. Nur von 1947 bis 1949 konnte sie kurzzeitig als Redakteurin bei der New Yorker Staats-Zeitung arbeiten; danach war sie wieder in Haushalten tätig. 1954 starb ihr Bruder Erich in Washington. Im Rahmen der deutschen Wiedergutmachungspolitik erhielt sie im Jahr 1957 eine Entschädigung. Dabei wurden jedoch lediglich drei Jahre ihrer „rassebedingten“ Verfolgung anerkannt. Mitte Dezember 1963 erlitt die siebzigjährige Käthe Vordtriede einen ersten Herzinfarkt. Noch während der Umzugsvorbereitungen in ein Altersheim in München, wo ihr Sohn Werner lebte, starb sie im August 1964 an einem weiteren Herzanfall. Aus persönlichen Gründen entschied sie sich, viele Zeitdokumente zu vernichten. Eine Sammlung von 130 Briefen konnte ihr Sohn noch retten.

## Autobiographie
Sie hatte sich während des langen Wartens auf ihre Ausreisepapiere in der Schweiz an dem Schreibwettbewerb Mein Leben in Deutschland vor und nach 1933 beteiligt, den die Harvard University ausgeschrieben hatte. In der Jury waren die Wissenschaftler Gordon Allport, Sidney B. Fay und Edward Hartshorne. Unter anderem nahm auch der bereits im Exil lebende Philosoph Karl Löwith an diesem Wettbewerb teil. Der Beitrag wurde von Januar bis März 1940 in Frauenfeld angefertigt und umfasste den Zeitraum 1924 bis 1939. Dieser war einer von rund 250 Beiträgen, davon zirka 30 Prozent von Frauen.  
Vordtriedes Beitrag, der von Edward Hartshorne in Washington archiviert worden war, wurde Ende der 1990er Jahre als Mikrofilm im Archiv des amerikanischen Geheimdienstes OCI aufgefunden und erschien 1999 als Buch. Im Jahr zuvor hatte der Schriftsteller Manfred Bosch aus dem Nachlass ihres Sohnes Werner die Briefe herausgegeben, die sie ihm von 1933 an aus der Schweiz in die USA geschickt hatte. Einige sind auch in Englisch und Französisch verfasst.  Das ausgeschriebene Preisgeld von 1000 $ wurde auf mehrere Einsender verteilt. Die 500 $ des ersten Preises gingen zur Hälfte an die Schriftstellerin Gertrud Wickerhauser Lederer und den Journalisten Carl Paeschke.

## Würdigungen

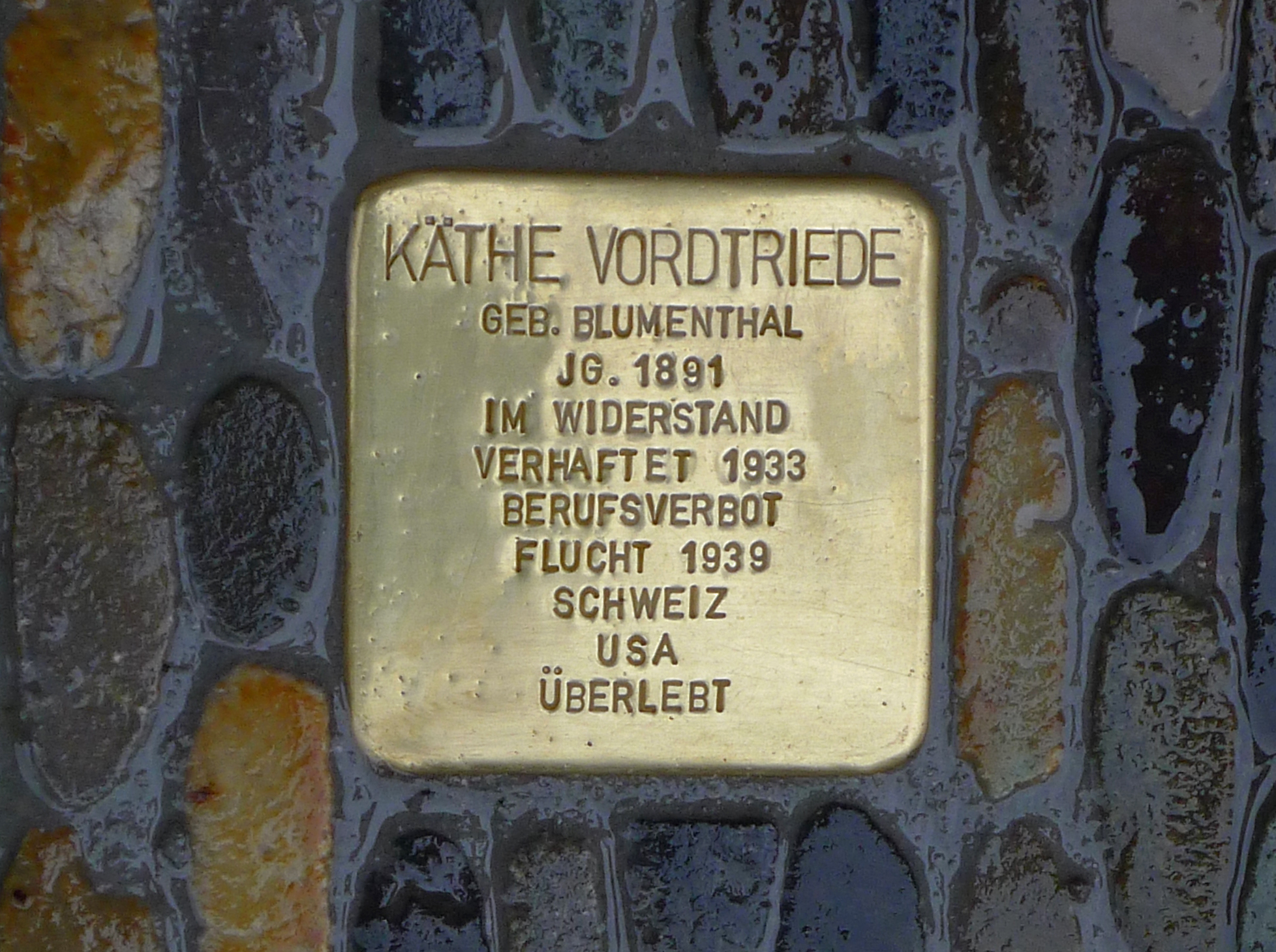
„Stolperstein“ vor der ehemaligen Gestapo-Dienststelle in Freiburg

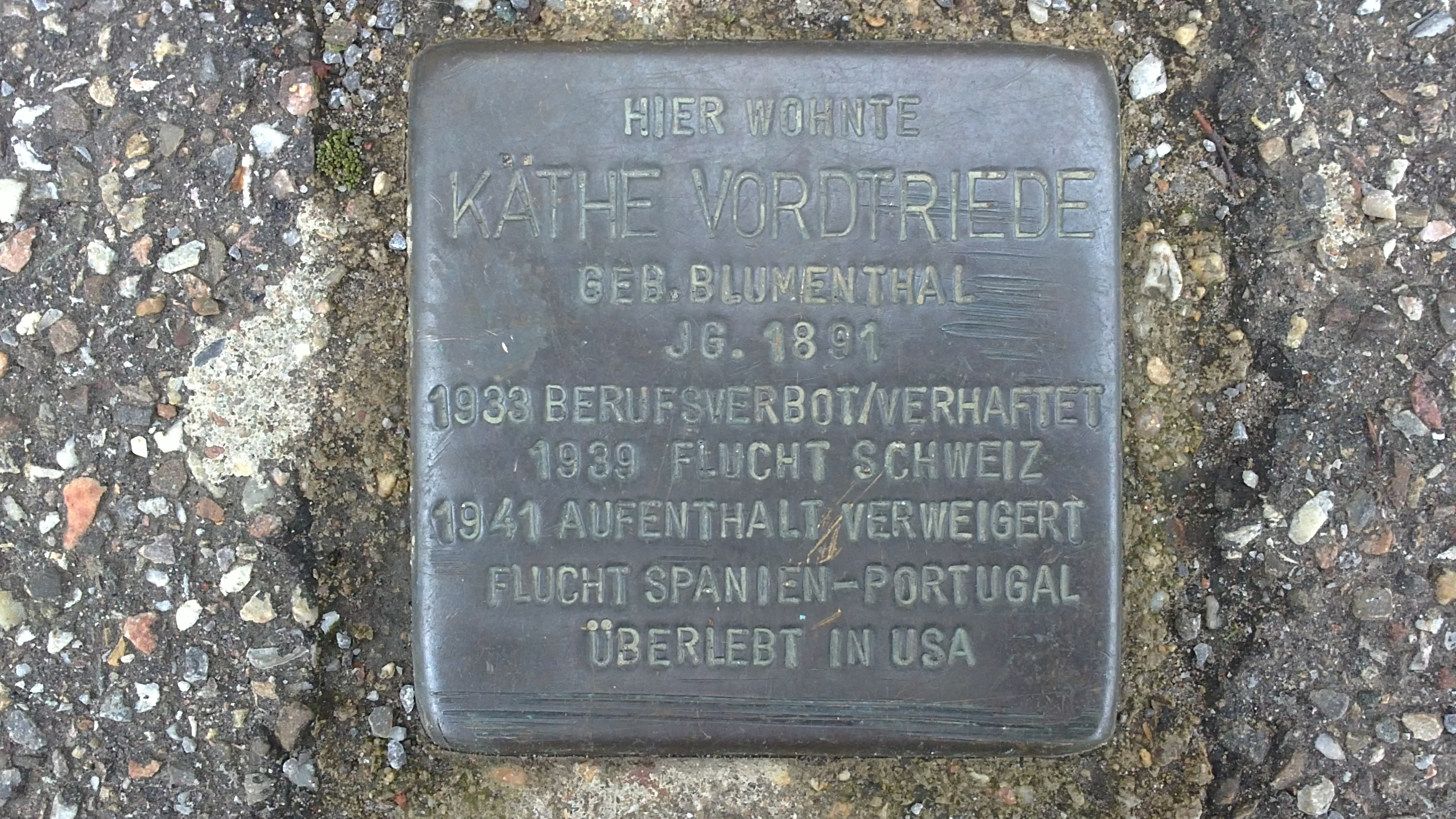
„Stolperstein“ vor dem ehemaligen Wohnhaus in Freiburg-Haslach

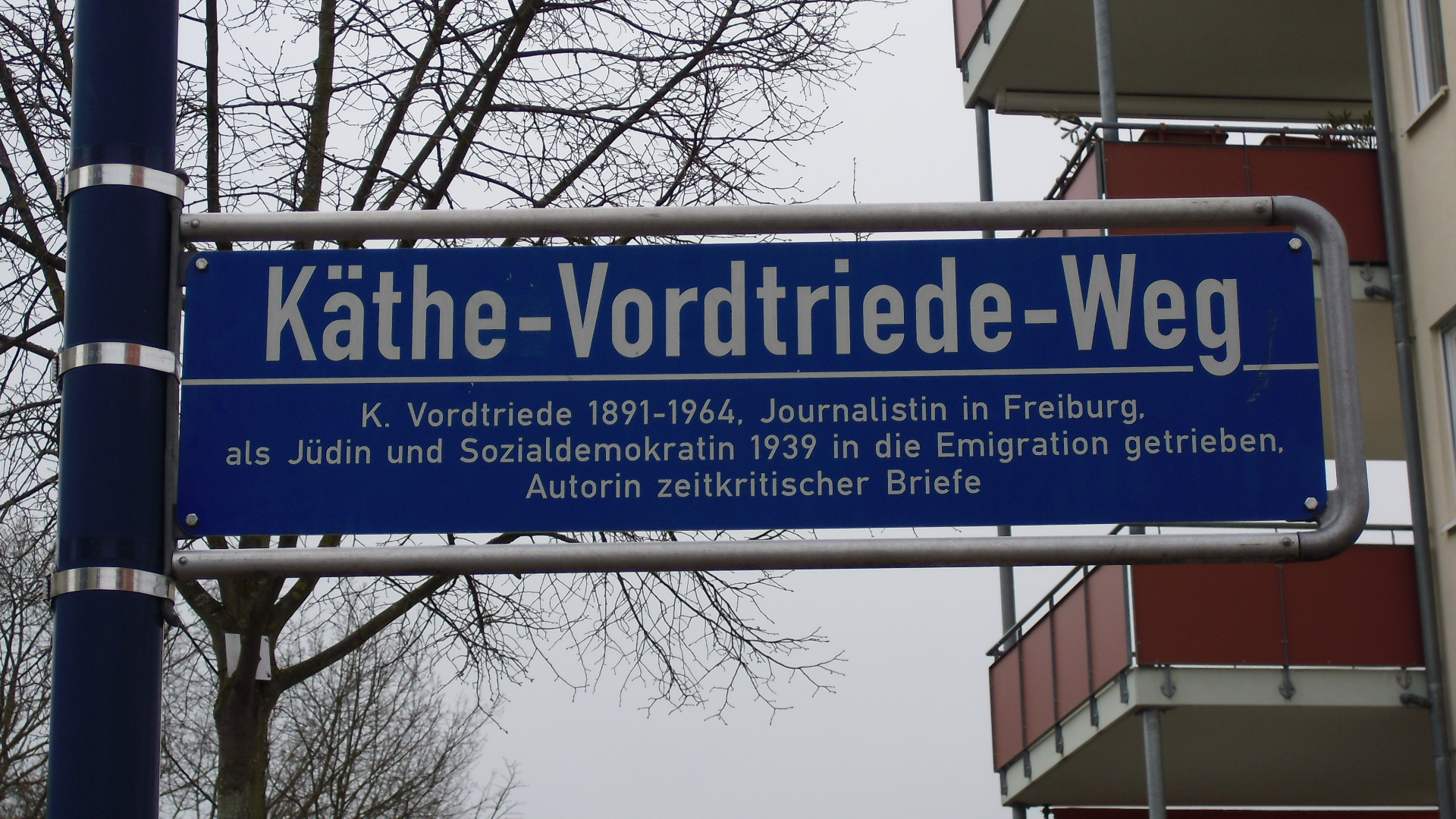
Der Käthe-Vordtriede-Weg in Freiburg-Rieselfeld

Infolge der Buchveröffentlichungen gab es 1999 ein Hörspiel von Thomas Jean Lehner. Im Jahr 2001 folgte eine Dokumentation von Sigrid Faltin. Beides wurde vom SWR Freiburg produziert und landesweit gesendet.
2003 wurde ein Weg im Freiburger Stadtteil Rieselfeld nach Vordtriede benannt. 2007 folgte ein Stolperstein vor dem ehemaligen Wohnhaus im Stadtteil Haslach. 2013 wurde ein zweiter Stolperstein verlegt, diesmal vor dem heutigen Regierungspräsidium Freiburg, bekannt unter dem Namen „Basler Hof“, in dem sich der Sitz der Gestapo befunden hatte.
2011 wurde ein Weg im Stadtteil Wettbergen in Hannover nach ihr benannt.
Im Jahr 2014 gab es zum 50. Todestag Käthe Vordtriedes verschiedene Aktionen. In privater Initiative wurde das Vordtriede-Haus Freiburg eingerichtet, das der emigrierten Familie Vordtriede gewidmet ist. Diese lebte von 1926 bis 1938 in dem heute denkmalgeschützten Haus.
Von Januar bis August 2015 wurden in der Sonderausstellung „Der Himmel brennt am Horizont – Kunst in der Ostschweiz im Banne des 2. Weltkrieges“, erstmals per Audio-Guide, Briefzitate Vordtriedes präsentiert. Das Angebot richtete sich an Kinder und Jugendliche von Oberstufenschulen und deren Lehrer. Ausrichter war das Kunstmuseum Thurgau. Zeitgleich gab es im August einen Vortrag der IVG in Shanghai. Tagungsort war die Tongji-Universität.
Die 2016 im Augustinermuseum Freiburg eingerichtete Sonderausstellung „Nationalsozialismus in Freiburg“ erwähnte Käthe Vordtriede unter den exemplarischen Biografien. In Zusammenarbeit mit dem Literaturarchiv Marbach wurde die Reproduktion eines Briefes an ihren Sohn Werner Vordtriede gezeigt. Im Rahmen der Museumspädagogik erarbeiteten und besprachen Freiburger Schüler einen Audio-Guide.
Im Mai 2017 gab es eine Leseinszenierung mit der Folk-Band „Die Grenzgänger“ in der Kulturetage. Die Veranstaltung wurde von der Universität Oldenburg ausgerichtet und mitfinanziert. 2019 gab es eine Folgeveranstaltung in Bad Nauheim und 2020 in Halle (Saale).
2020 erschienen das offizielle Buch zum Stadtjubiläum 900 Jahre Freiburg sowie die Schrift Vom Caritasverband von 1926. In beiden Veröffentlichungen wird Käthe Vordtriede als eine bedeutende Freiburgerin ihrer Zeit vorgestellt.
Zum Muttertag 2021 wurde Vordtriede im Freiburger Online-Magazin fudder als eine der „stärksten“ Mütter in der Geschichte Freiburgs gewürdigt.

## Veröffentlichungen

### Zeitschriftenbeiträge
- Unsere Justiz. In: Die Weltbühne. Ausgabe 22, 1926, S. 633.
- Messalina auf dem Dorfe. In: Die Weltbühne. Ausgabe 29, 1933, S. 341.

### Bücher
- „Mir ist es immer noch wie ein Traum, dass mir diese abenteuerliche Flucht gelang“. Briefe nach 1933 aus Freiburg, Frauenfeld und New York an ihren Sohn Werner. Hrsg. von Manfred Bosch. Libelle Verlag, Lengwil 1998, ISBN 3-909081-10-X.
- „Es gibt Zeiten, in denen man welkt“. Mein Leben in Deutschland vor und nach 1933. Hrsg. und mit einem Nachwort versehen von Detlef Garz. Libelle Verlag, Lengwil 1999, ISBN 3-909081-13-4.

## Hörspiel, Filme und Vortrag
- Thomas Jean Lehner: Musik zu Briefen von Käthe Vordtriede. Feature mit Musik von Roland Breitenfeld. SWR, 1999.
- Sigrid Faltin: Chronistin in dunkler Zeit – Die Freiburger Journalistin Käthe Vordtriede. SWR, 2001.
- LZW – Lernort Zivilcourage & Widerstand e. V.: Randale in der Redaktion – Käthe Vordtriede erlebt die Erstürmung der Freiburger „Volkswacht“. 4:33. YouTube, 2015.
- Vordtriede-Haus Freiburg: Emigrantin Käthe Vordtriede – Eine Biografie (1891-1964).Von Jürgen Lang. 21:47. YouTube, 2023.